# Чан, Мелисса
Мелисса Чан (кит. трад. 陳嘉韻; род. 2 июня 1980, Гонконг) — американская телеведущая китайского происхождения, которая в настоящее время представляет «DW News Asia» на телеканале Deutsche Welle. Её работы публиковались в The Guardian, The Washington Post, VICE News, Politico и Foreign Policy. Она появлялась в качестве гостя на CNN и BBC.

## Ранние годы
Мелисса Чан родилась 2 июня 1980 года в Гонконге; выросла в районе Лос-Анджелеса после того, как её семья эмигрировала в Соединённые Штаты, когда ей было три года.
Мелисса училась в Йельском университете, который окончила в 2002 году со степенью бакалавра искусств в истории. В 2005 году она получила степень магистра сравнительной политики в Лондонской школе экономики и политических наук (LSE) в Соединённом Королевстве.

## Карьера
С 2002 по 2004 год Мелисса работала в ABC News в Нью-Йорке, в конечном итоге присоединившись к производственной группе «World News Tonight». После переезда в Великобританию, она начала учиться в LSE и продолжила работать в лондонском бюро ABC. После получения степени магистра наук она работала независимым журналистом в Гонконге.

### Al Jazeera English
В 2007 году «Al Jazeera English» наняла Мелиссу для работы корреспондентом по Китаю в пекинском бюро компании. За пять лет работы в «Al Jazeera English» она подала около 400 отчётов, в том числе рассказы о конфискации земли и так называемых «чёрных тюрьмах». Мелисса также рассказала истории из Северной Кореи. В 2010 году Мелисса написала об использовании денег, выделенных на помощь выжившим и на восстановление после землетрясения в Юйшу в 2010 году. Правительство Китая приняло постановление, требующее от крупных НПО передавать все пожертвования на реконструкцию местным администраторам. Официальные лица говорят, что это необходимо для лучшего отслеживания – и более эффективного использования – $1,57 миллиарда в виде пожертвований на помощь жертвам. Но такого шага никогда не было, и это создаёт прецедент, который, по мнению некоторых, является шагом назад для гражданского общества в Китае, когда все неправительственные организации находятся под жёстким контролем правительства.
Однако, в 2012 году виза Мелиссы и её журналистская аккредитация не были продлены, что вынудило её покинуть Китай. Она была первым иностранным журналистом с 1998 года, которая была выдворена из Китая; в ответ «Al Jazeera English» закрыла своё пекинское бюро. Китайское правительство не предоставило никаких объяснений этому шагу, хотя чиновники ранее обвиняли Мелиссу в неуказанных нарушениях закона, которые так и не были прояснены. Сообщения прессы и «Клуб иностранных корреспондентов Китая» связали высылку Мелиссы с документальным фильмом о рабском труде в китайских тюрьмах, который транслировала «Al Jazeera English», что вызвало гнев китайских властей. Однако Мелисса не принимала участия в создании материала, и её изгнание произошло в контексте многочисленных конфликтов между иностранными репортёрами и правительством Китая из-за отказов или задержек в получении журналистских виз.
В мае 2012 года Ян Руй, телеведущий «China Global Television Network», прокомментировал «Sina Weibo», критикуя некоторых иностранных граждан и журналистов в Китае, особенно в отношении Мелиссы, которая была выслана из страны. Заявление Яна произошло во время официальной кампании китайского правительства по выявлению нелегальных иностранцев, проживающих в Китае.
21 мая 2012 года Ян Руй опубликовал заявление, в котором защитил свои комментарии и попытался исправить предполагаемые неверные характеристики его сообщения.

### Stanford University и «Al Jazeera America»
После отъезда из Китая Мелисса получила стипендию Джона С. Найта по журналистике в Стэнфордском университете в 2012–2013 учебном году. В течение года она разрабатывала тренинги по цифровой безопасности и инструменты для журналистов, которые столкнулись с потенциальными хакерскими атаками со стороны спонсируемых государством организаций.
Позже Мелисса стала корреспондентом в Сан-Франциско для «Al Jazeera America» (AJA), где она работала с момента запуска сети в августе 2013 года до её закрытия в апреле 2016 года. Во время работы в AJA она рассказывала истории из сельской местности американского Запада. Она также сообщала новости из Канады, Кубы, Гонконга, Израиля, Северной Кореи, Южной Кореи, Малайзии, Монголии, палестинских территорий и России.

### «Deutsche Welle»
До работы в «Deutsche Welle» Мелисса провела некоторое время в Германии в качестве научного сотрудника «Robert Bosch Stiftung Transatlantic». Она работает репортёром по иностранным делам между Лос-Анджелесом и Берлином.
Помимо работы в «DW News Asia», она также сотрудничает с «Global Reporting Center».